# Ощадні та кредитні компанії
Ощадні та кредитні компанії є статутним терміном, який використовується для небанківських фінансових установ у Гані. На кінець січня 2017 року Банк Гани відкрив 37 ощадних та кредитних компаній. Такі компанії отримали ліцензію Банком Гани згідно з Законом про небанківські фінансові установи 1993 року (PNDC Law 328). 

## References
1. ↑  Swiftfoxx. swiftfoxx.com. Архів оригіналу за 12 листопада 2017. Процитовано 1 червня 2017.

| Прапор Гани | Це незавершена стаття про Гану. Ви можете допомогти проєкту, виправивши або дописавши її. |